# 上碗窰樊仙宮
22°26′13″N 114°09′50″E / 22.4369596°N 114.1639845°E

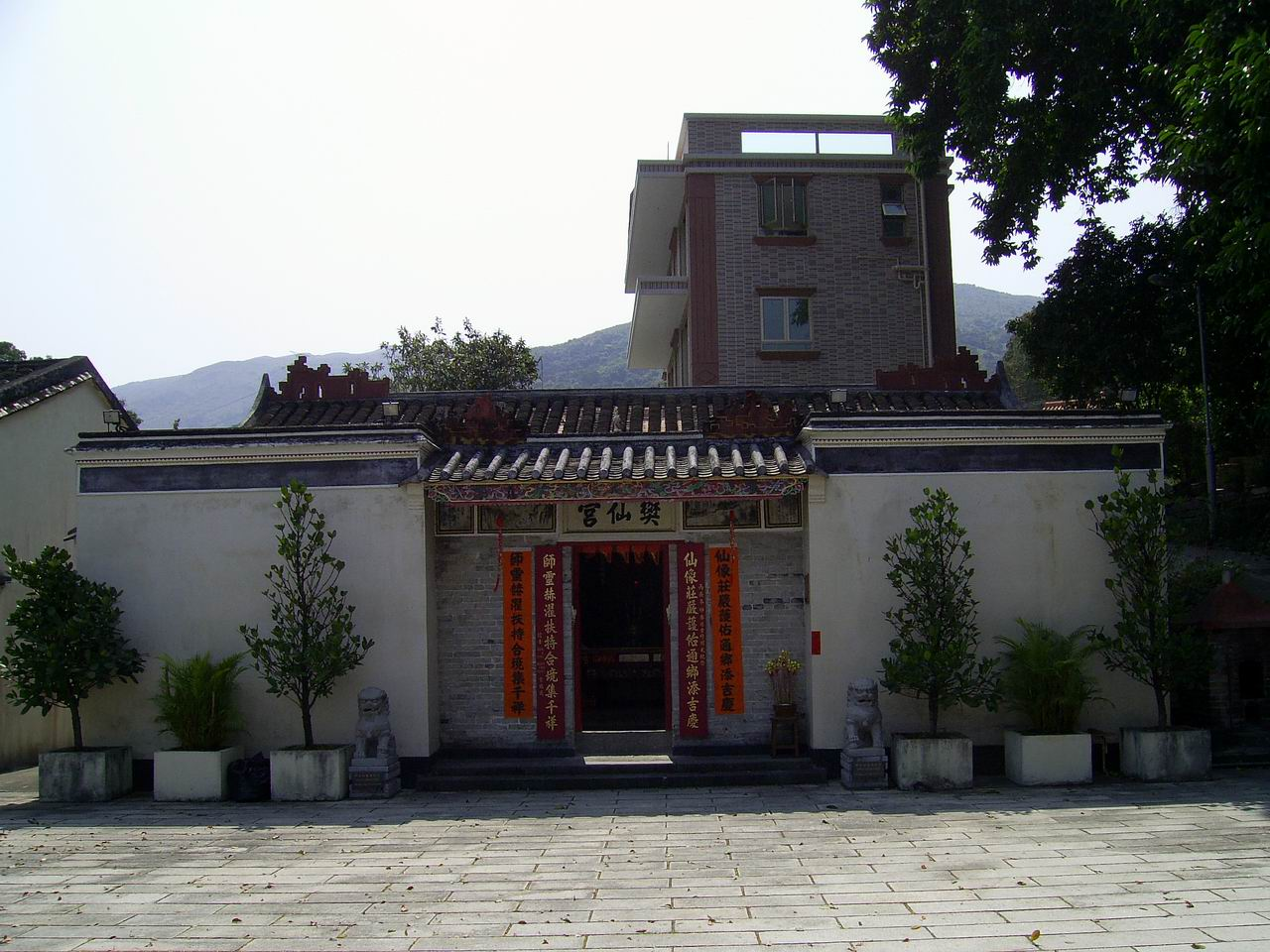
上碗窰樊仙宮

上碗窰樊仙宮，又名樊仙廟，位於香港新界大埔上碗窰村，供奉的樊仙是陶瓷業的行業神，逐漸發展成為地區的保護神，是香港法定古蹟之一。樊仙宮由碗窰鄉十村共同管理，是碗窰鄉公所的辦公地點及鄉民日常議事地方。樊仙宮旁以碗窰村小學改建的碗窰博物館展示在遺址發掘出來的陶器。

## 歷史

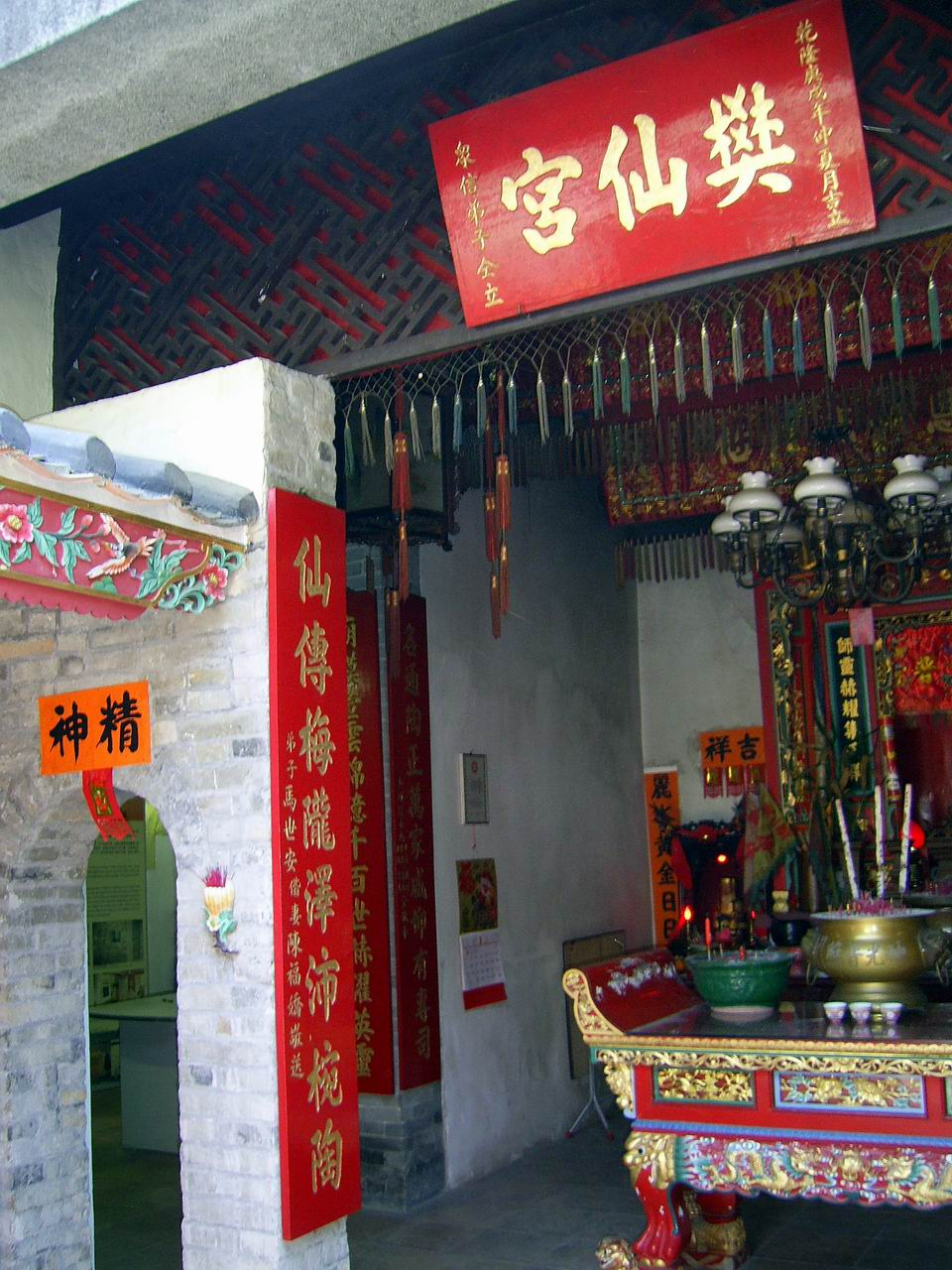
正廳懸掛的乾隆庚戍年木牌匾

碗窰村是由文謝兩姓在明朝聯手開闢，康熙年間復界，謝氏不願回港而由文氏獨佔。康熙13年（1674年），南遷的客家馬氏族人向原居的文氏購入碗窰村的窰場經營，後來業務日佳，規模逐漸擴大，馬氏16世祖馬彩淵特地從廣東長樂（今梅州市五華縣）祖地恭請樊仙到碗窰坐鎮，樊仙是當地特有的行業神信仰，並建廟供奉。
據考證，樊仙宮建於乾隆年間（1736年至1795年），但在此以前樊仙信仰已經傳入，初時是方便生產者禮拜位於窰口附近的土壇，及後發展為磚壇。樊仙宮建立後曾進行多次重修，包括同治7年戊辰（1868年）及光緒23年丁酉（1897年），直到民國14年乙丑（1925年）樊仙宮再進行重修，豎設有可供研究大埔區珍貴經濟歷史之酒樓（茶樓、茶寮）、酒廠、押店、魚欄等舖戶善信芳名之碑文記載乙座。其後分別於1964年、1976年及2000年重修。
雖然樊仙宮是陶瓷業行業神廟，於1930年停窰後，村民轉為務農，但仍然敬奉樊仙祈求風調雨順，成為地區保護神。1949年成立的「碗窰公立學校」設於樊仙宮旁，於擴展時在宮內範圍設立校長室、小賣部及教職員工廚房等。1964年樊仙宮於二戰後首次重修，於正門屋檐下繪畫兩幅壁畫，一是大埔王肇枝中學，一是碗窰後山的燕岩，表明由王肇枝中學到燕岩均屬樊仙宮護佑之地。1970年代中期一場嚴重火災破壞了樊仙宮很多歷史遺蹟，大門上的書法和繪畫於1976年整修時重新着漆。
由於樊仙宮是香港境內唯一供奉樊仙的廟宇，見證了陶瓷業在香港的盛衰，因此於1999年12月30日，被列為法定古蹟。

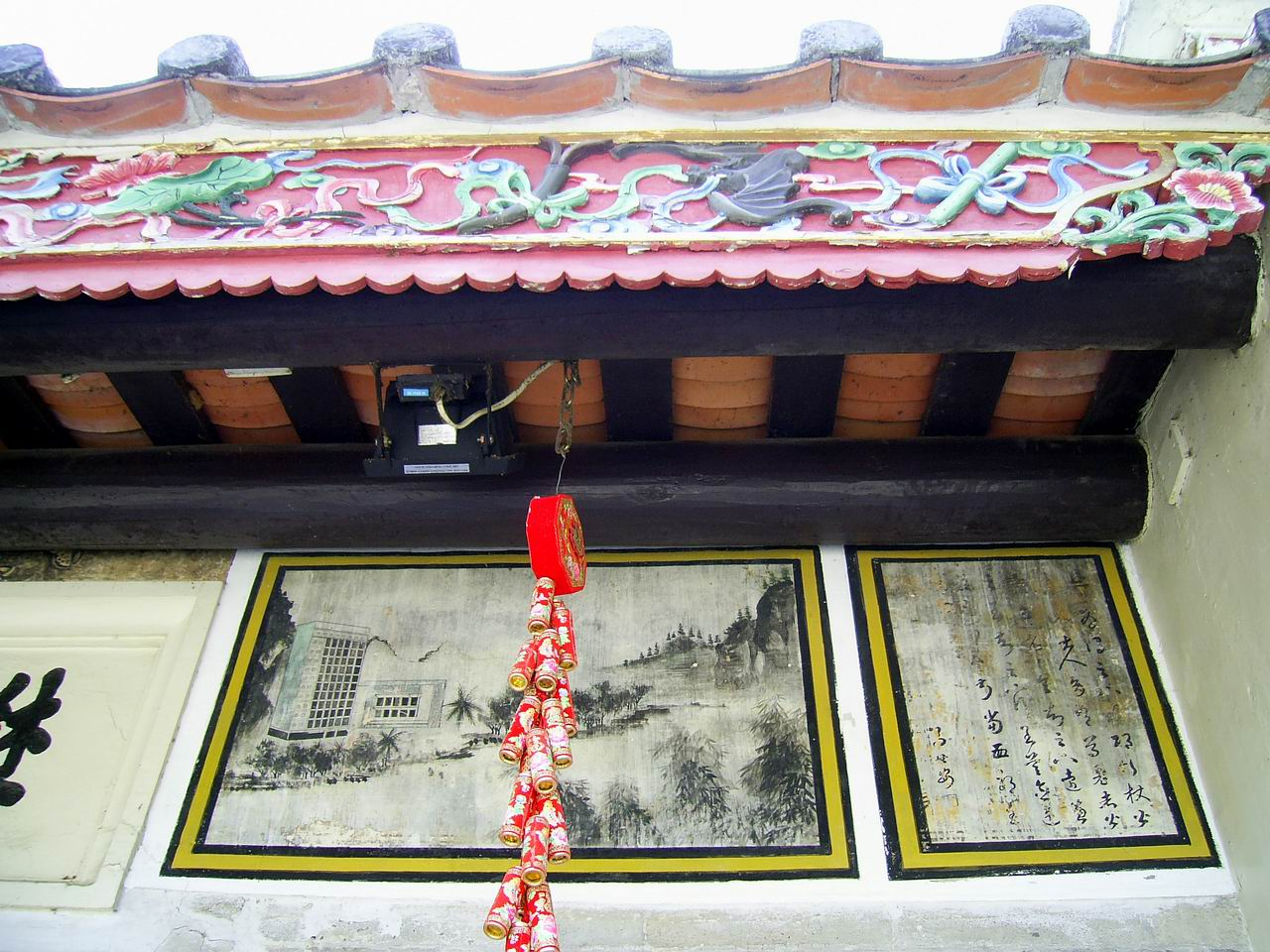
新髹的簷下畫可見王肇枝中學
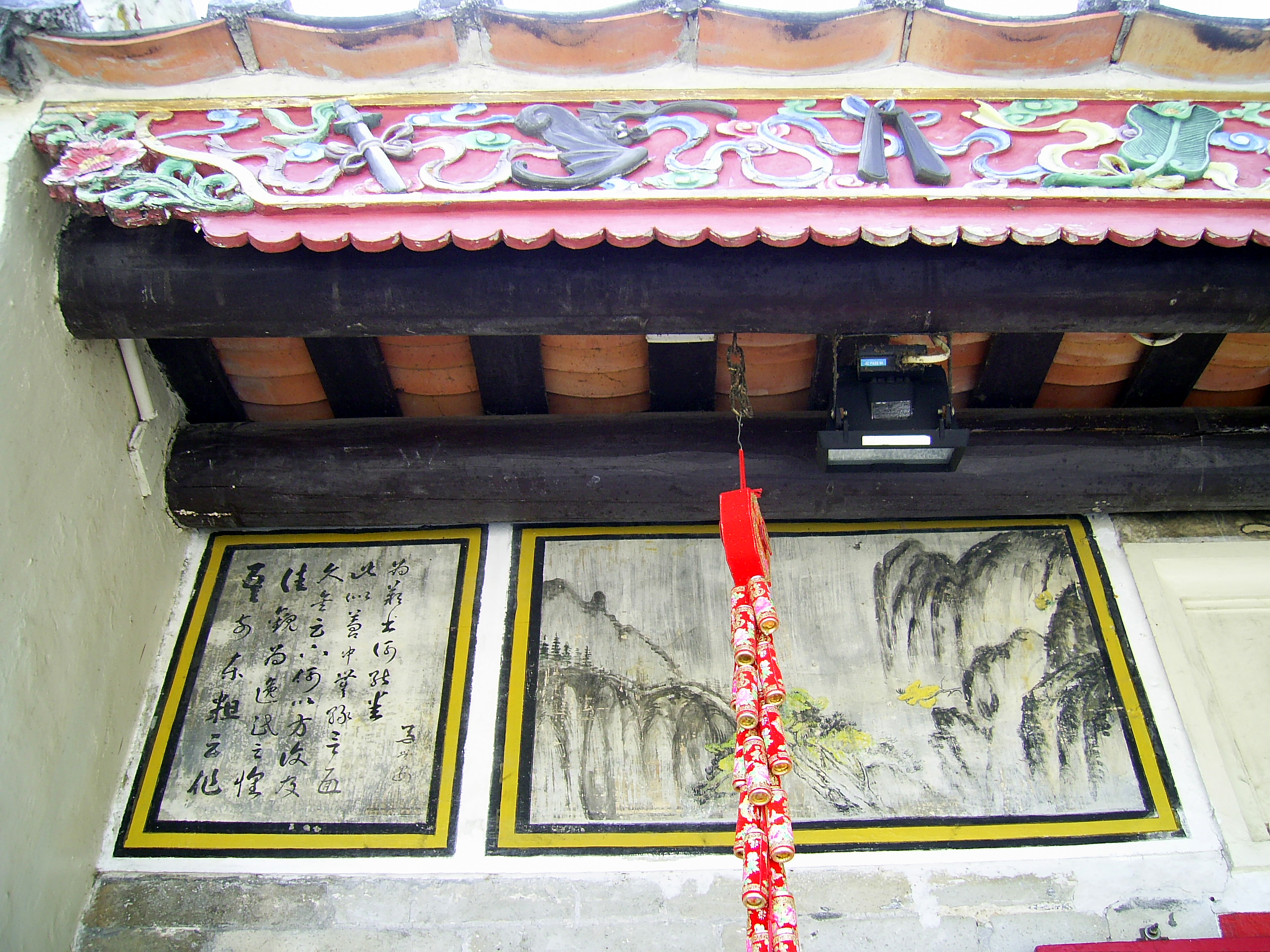
另一幅為後山的燕岩
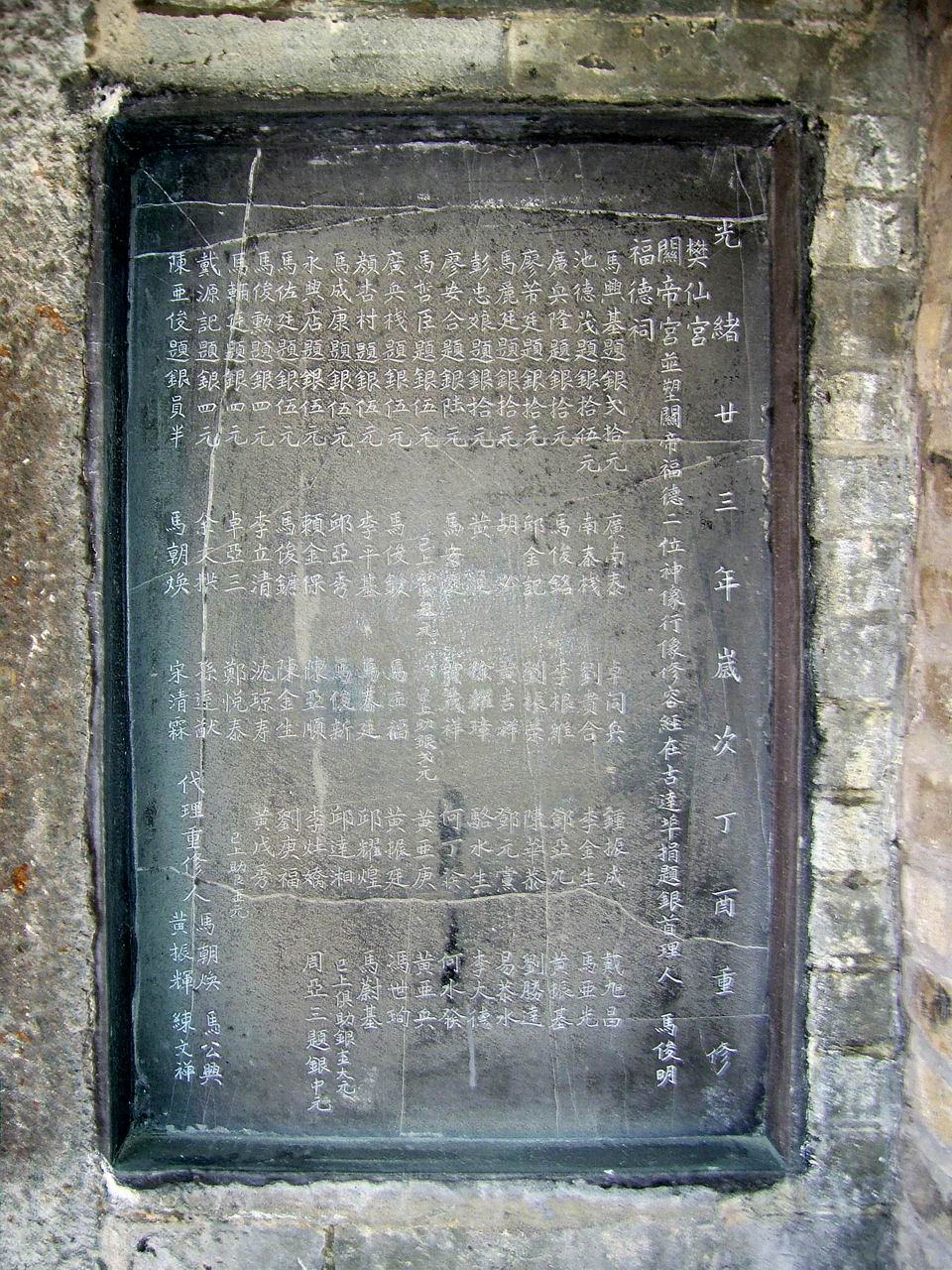
光緒丁酉年重修紀念碑石
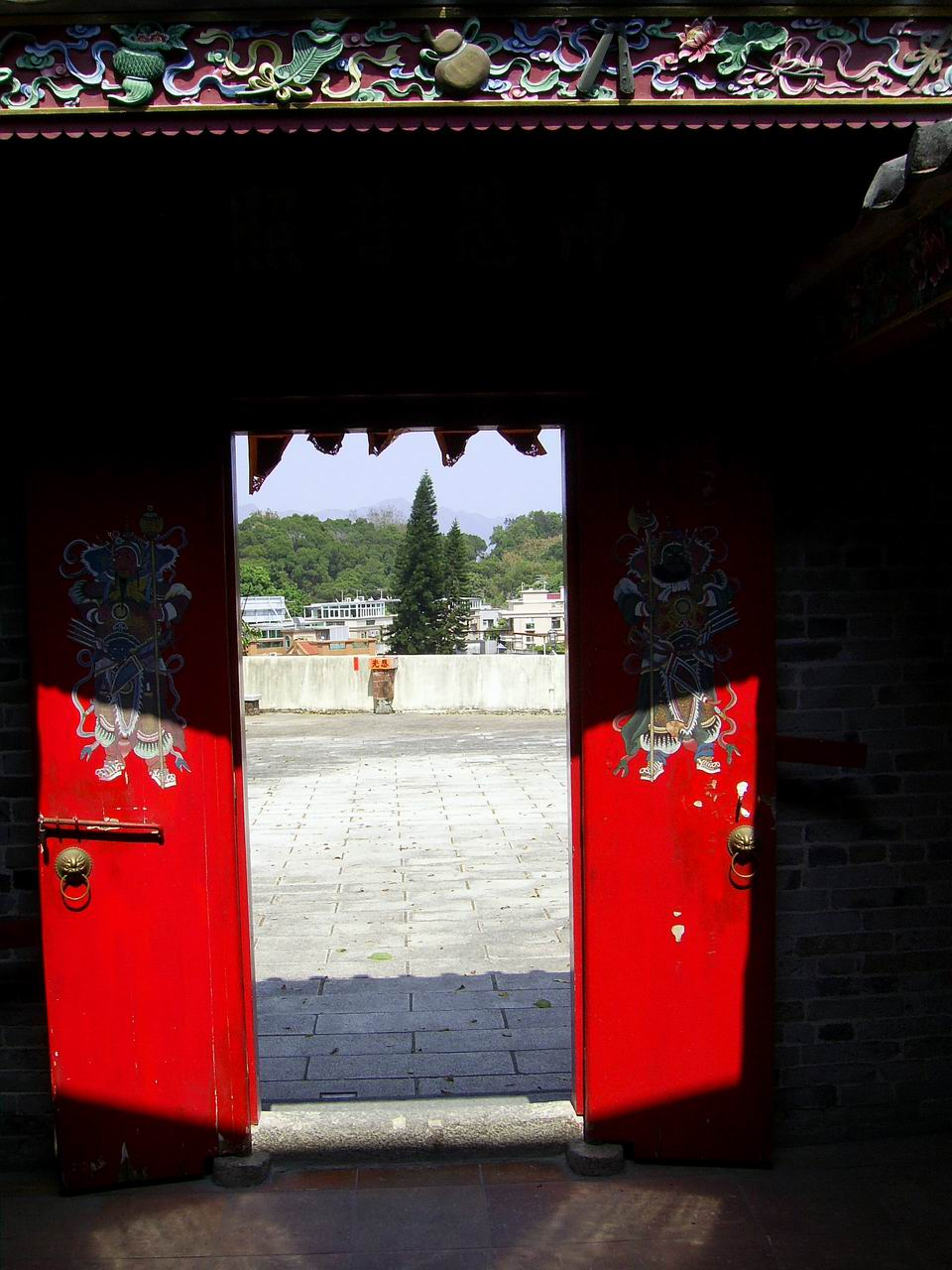
大門門神

## 開放時間
```
樊仙宮現正維修到2024年3月15日
```

## 交通
可在大埔墟站搭乘新界專線小巴23K或23S前往。